# Кирилэ, Йосиф
Йосиф Кирилэ (рум. Iosif Chirilă; 5 января 1983, Констанца) — румынский гребец-каноист, выступает за сборную Румынии с 2004 года. Участник двух летних Олимпийских игр, трёхкратный чемпион мира, чемпион Европы, победитель многих регат национального и международного значения.

## Биография
Йосиф Кирилэ родился 5 января 1983 года в городе Констанца. Активно заниматься греблей начал в раннем детстве, проходил подготовку в Констанце, состоял в местном спортивном клубе «Фарул».
Первого серьёзного успеха на взрослом международном уровне добился в 2004 году, когда попал в основной состав румынской национальной сборной и побывал на чемпионате Европы в польской Познани, откуда привёз награду серебряного достоинства, выигранную в зачёте четырёхместных каноэ на дистанции 1000 метров. Год спустя на европейском первенстве в той же Познани одержал победу в четвёрках на пятистах метрах. Кроме того, в этом сезоне выступил на чемпионате мира в хорватском Загребе, где стал лучшим в полукилометровой гонке четырёхместных экипажей. В 2006 году в двойках на пятистах метрах выиграл бронзовую медаль на чемпионате Европы в чешском Рачице, ещё через год на аналогичных соревнованиях в испанской Понтеведре повторил это достижение в четвёрках на тысяче метрах. При этом на мировом первенстве в немецком Дуйсбурге дважды поднимался на пьедестал почёта: взял серебро в полукилометровой программе двухместных экипажей и золото в километровой программе четырёхместных экипажей.
В 2008 году Кирилэ добавил в послужной список серебряную награду, выигранную на европейском первенстве в Милане, и благодаря череде удачных выступлений удостоился права защищать честь страны на летних Олимпийских играх в Пекине. Вместе с напарником Андреем Кукуличем стартовал в двойках на дистанции 500 метров, сумел дойти до финальной стадии турнира, однако в решающем заезде финишировал лишь шестым, немного не дотянув до призовых позиций.
На чемпионате мира 2009 года в канадском Дартмуте Кирилэ взял бронзу в четвёрках на тысяче метрах. В 2011 году в одиночной километровой дисциплине выиграл серебряную медаль на европейском первенстве в Белграде. Будучи одним из лидеров гребной команды Румынии, благополучно прошёл квалификацию на Олимпийские игры 2012 года в Лондоне — на сей раз стартовал в одиночках на тысяче метрах, попал в утешительный финал «Б» и занял в итоговом протоколе одиннадцатое место.
После лондонской Олимпиады Йосиф Кирилэ остался в основном составе румынской национальной сборной и продолжил принимать участие в крупнейших международных регатах. Так, в 2013 году он успешно выступил на чемпионате Европы в португальском городе Монтемор-у-Велью, где удостоился серебряной награды в четвёрках на тысяче метрах. В сезоне 2015 года в той же дисциплине взял серебро на европейском первенстве в Рачице и завоевал золото на первенстве мира в Милане.